# Museo Ernest Renan
El Museo Ernest Renan se halla situado en el municipio francés de Tréguier, en la región de Bretaña.

## Datos históricos
La vivienda donde se ubica, típica de la arquitectura bretona del siglo XVII, fue adquirida en 1780 por el abuelo paterno del escritor, quien nació y vivió en ella hasta la edad de 15 años.

Oh, mamá, mi pequeña habitación, mis libros, las tranquilas y reposadas jornadas de estudio, los paseos contigo, adiós para siempre.

En 1947, previa donación de la familia al Estado francés y posterior rehabilitación, fue convertida en museo, inaugurado por el entonces presidente de la Asamblea Nacional Édouard Herriot el 20 de julio de ese año. En 1992, con ocasión del primer centenario del fallecimiento de Renan, la fachada sur de la misma (construida en 1623 a base de granito con su bello entramado de madera) fue restaurada nuevamente.

## Fondos

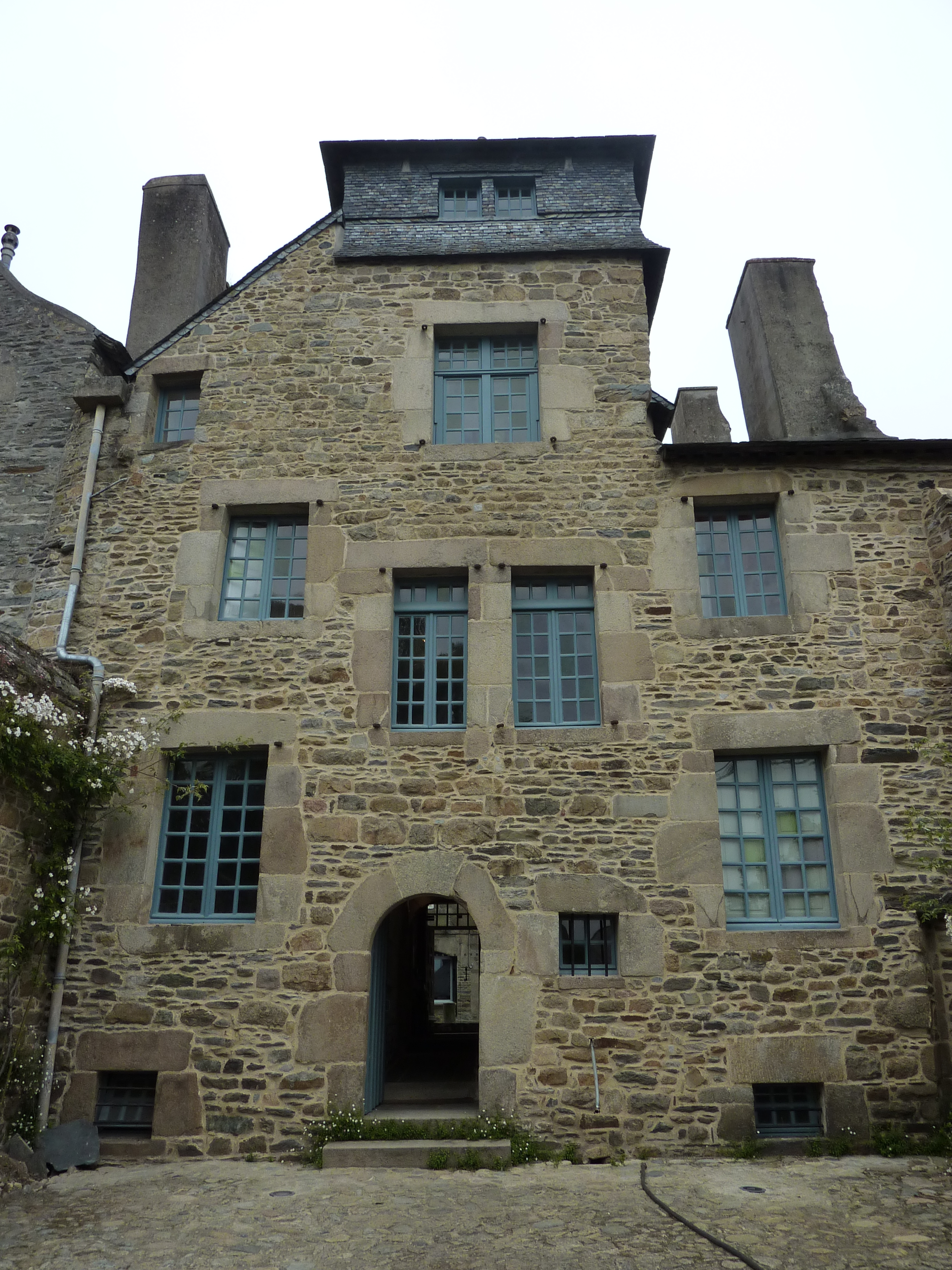
Fachada posterior de la vivienda vista desde el jardín.

Entre otros objetos y documentos relacionados con el escritor, cabe mencionar el sencillo mueble cama, junto a la chimenea, donde nació el 28 de febrero de 1823, el arquibanco donde se almacenaba la sal, el uniforme y la espada de miembro de la Academia Francesa, antiguos muebles de la familia, un sonajero de marfil, notas escolares, la mesita cuadrada y la silla con respaldo recto que utilizaba de niño, el velador de marquetería del apartamento de la rue Vaneau de París donde acabó de escribir la Vie de Jésus, la butaca procedente de la vivienda de Rosmapamon («La colina de los hijos de Amón»)…
Desde un pequeño jardín, se observa la fachada posterior de la casa, de tres plantas. Corona el conjunto un sencillo torreón de planta cuadrangular («[…] mi pequeña habitación…») al que a Philibert, el padre de Renan, le gustaba subir para examinar los movimientos del mar y la continua actividad del puerto.
Reconstrucción del despacho del Collège de France
Sobre la mesa, pueden verse el cartapacio y el tintero que le regaló su yerno el escritor y erudito francés de origen griego Jean Psichari en 1882. Los 167 volúmenes de manuscritos de sus obras fueron legados por el autor a la Biblioteca Nacional de Francia.
Galería
Destacan finalmente varios retratos del autor, realizados en su mayoría por Henry Scheffer, suegro de Renan, Léon Bonnat, René de Saint-Marceaux y otros pintores y escultores contemporáneos. El de su esposa, Cornélie-Henriette, es obra de Ary Scheffer.
Completan la colección una serie de lienzos y dibujos de Ary Renan (1857-1900), pintor simbolista y escritor, cofundador en 1899 de la denominada Ligue des Bleus de Bretagne, algunas de cuyas obras se conservan en el Museo de Orsay de París.

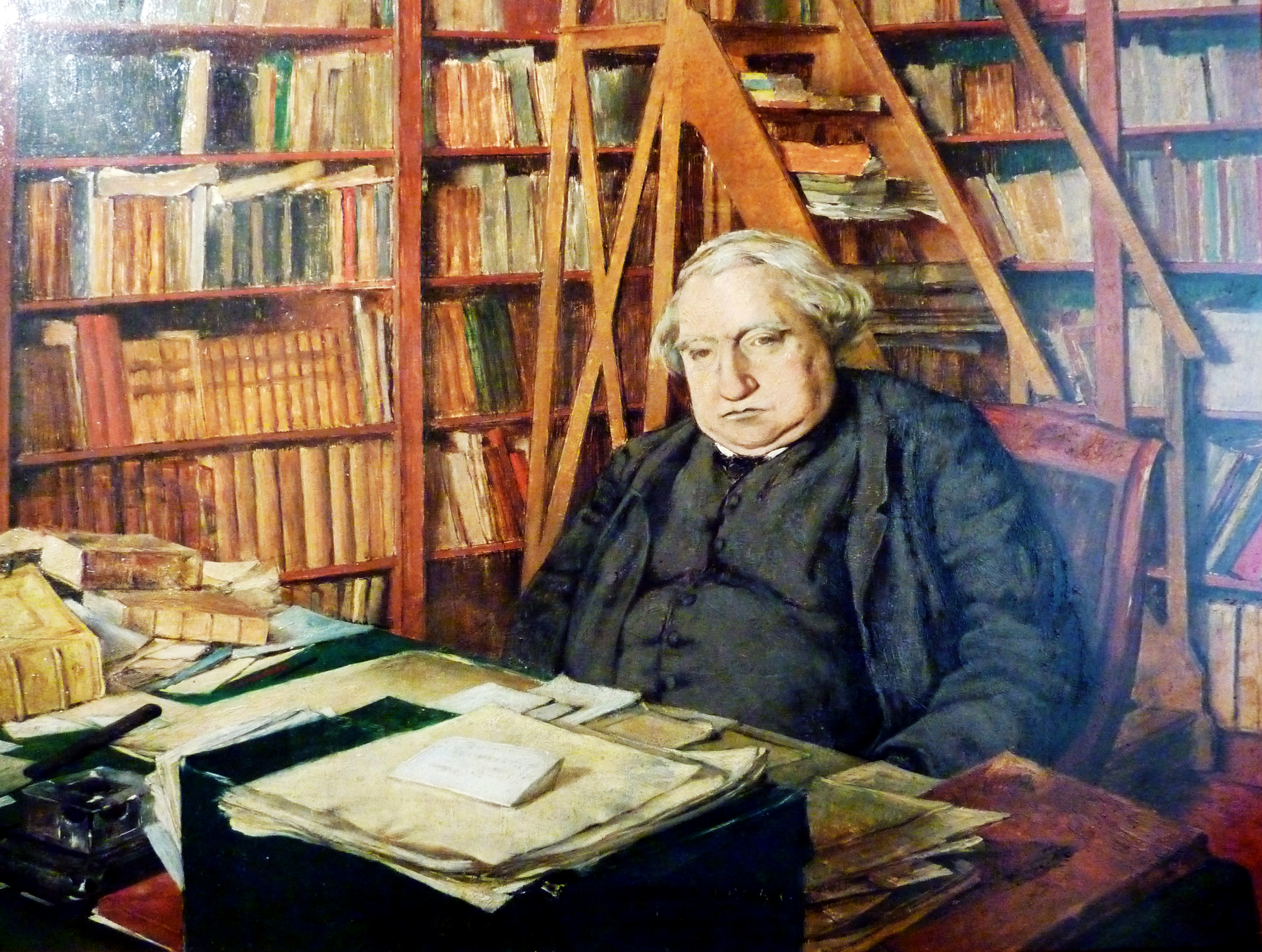
Ernest Renan en su despacho del Collège de France.
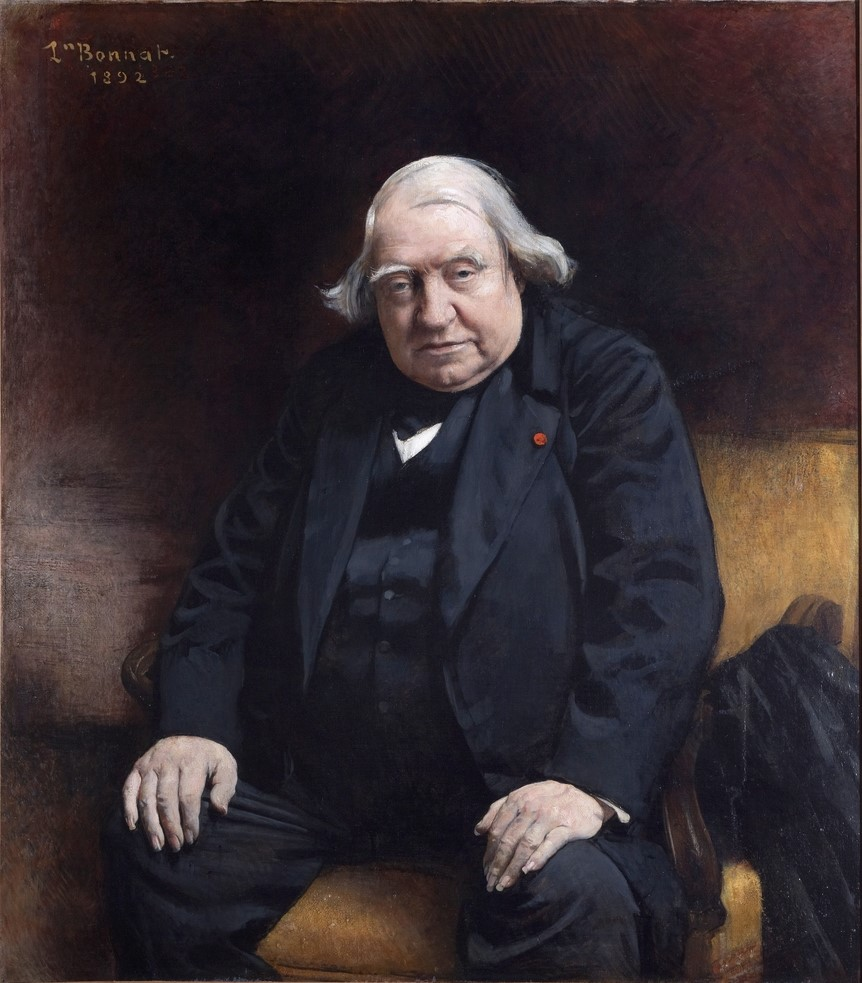
Léon Bonnat. Retrato de Ernest Renan, 1892. Óleo sobre lienzo, 110 x 95 cm.
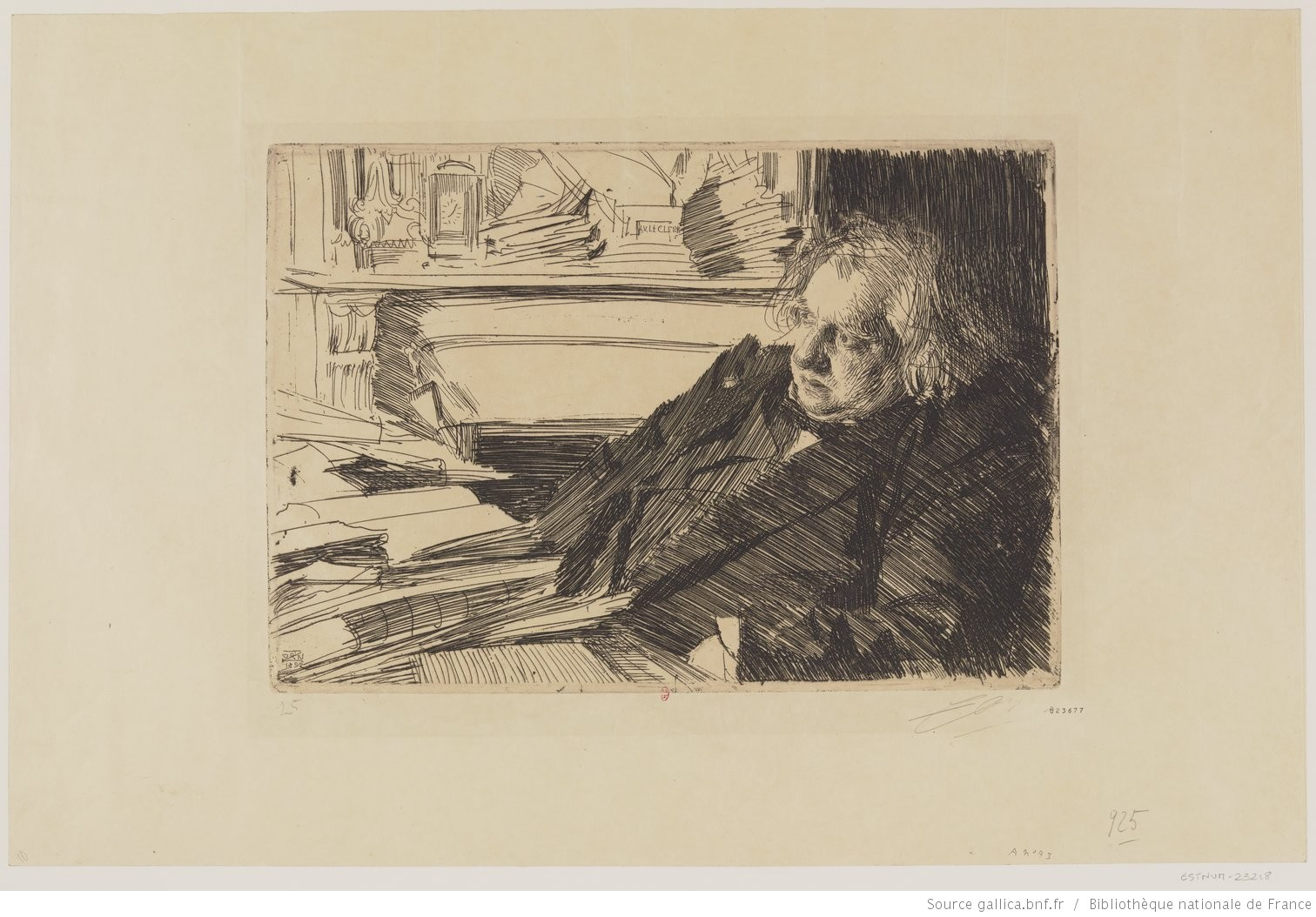
Anders Zorn. Ernest Renan, 1892. Aguafuerte.
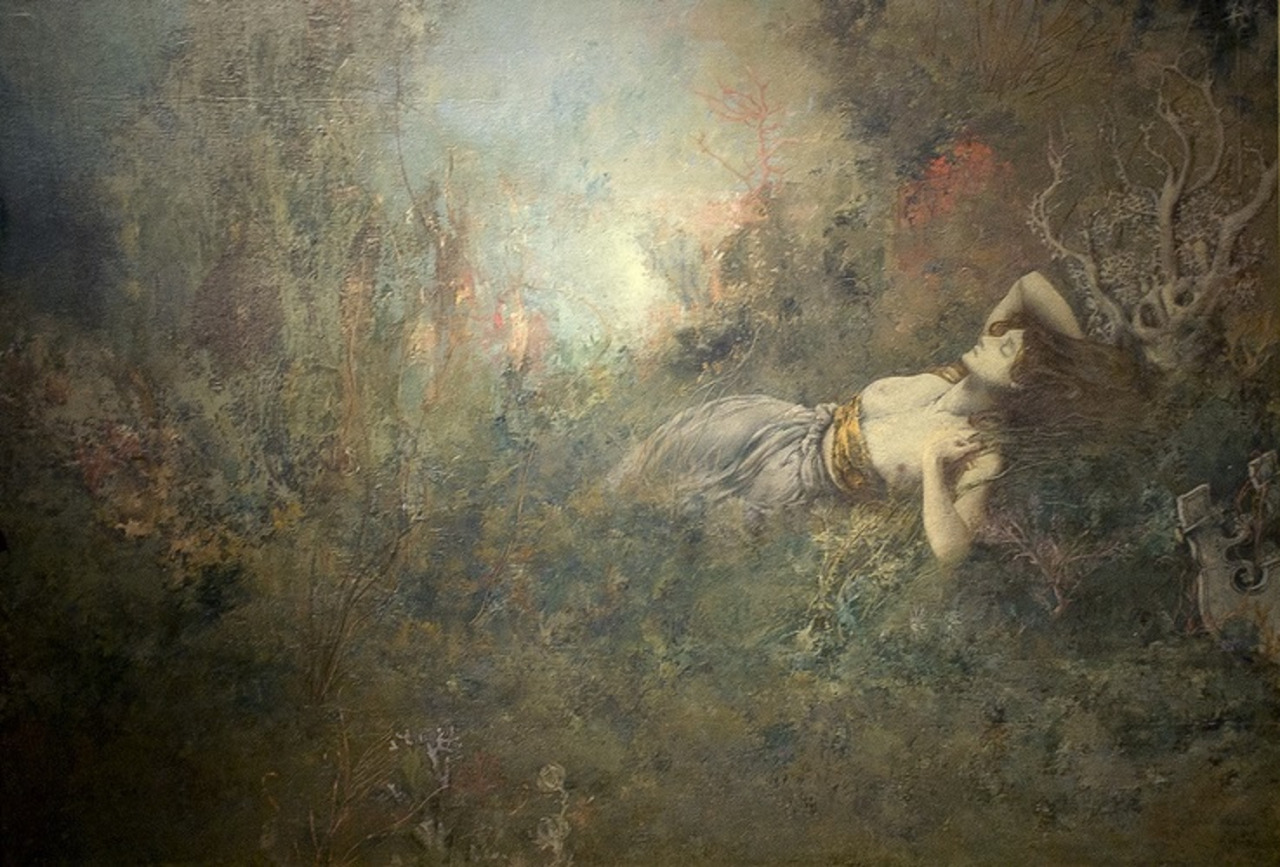
Ary Renan. Sapho, 1893. Óleo sobre lienzo, 56 x 80 cm.